# Olopana (Eraulo)
Olopana ist ein osttimoresisches Dorf und Aldeia im  Suco Eraulo (Verwaltungsamt Letefoho, Gemeinde Ermera). Olopana liegt im Süden Eraulos, nah der Grenze zur Gemeinde Aileu, auf einer Meereshöhe von 1491 m. Beim Dorf entspringt der Fluss Gleno, ein größerer Nebenfluss des Lóis, der nach Norden der Ostgrenze Eraulos folgt. Nordöstlich liegt der Foho Olopana, der mit 1491 m höchste Berge der Aileu-Kette.
Die Aldeia hat nur 16 Angehörige. Trotzdem steht im Dorf eine Grundschule.